# 白承株
白 承株（ペク・スンジュ、ハングル表記：백승주、1976年7月5日 - ）は、大韓民国の韓国放送公社 (KBS) 所属のアナウンサー。画家。忠清南道の唐津市で生まれた。漢陽大学校大学院で教育学修士を取得した。2003年にKBSの第29期公開採用でアナウンサーとして採用され入局した。

## 担当番組

### テレビ
- VJ特攻隊 (ko:VJ특공대)（KBS 2TV）
- 南北の窓 (ko:남북의 창)（KBS 1TV）

### ニュース
- KBS 8ニュースタイム (ko:KBS 8 뉴스타임)（KBS 2TV）
- KBSニュース (930) (:ko:KBS 뉴스 (930))（KBS 1TV）
- KBSニュースライン (ko:KBS 뉴스라인)（2015年 1月1日 〜  2016年 4月22日、KBS 1TV）
- KBS朝のニュースタイム (ko:KBS 아침 뉴스타임)（2018年 2月5日 〜 2020年 7月3日、KBS 2TV）